# Tiếng Tráng chuẩn
Tiếng Tráng chuẩn (tên địa phương: Vahcuengh (pre-1982: Vaƅcueŋƅ; Sawndip: 话壮); giản thể: 壮语; phồn thể: 壯語; bính âm: Zhuàngyǔ) là ngôn ngữ chuẩn hóa chính thức của tiếng Tráng, là một nhánh của các ngôn ngữ Bắc Thái. Cách phát âm của nó dựa trên phương ngữ tiếng Tráng Ung Bắc của Song Kiều, Quảng Tây ở huyện Vũ Minh, Quảng Tây với một số ảnh hưởng từ Phù Lương, Giang Tây, cũng ở huyện Vũ Minh, trong khi vốn từ vựng của nó chủ yếu dựa trên phương ngữ miền bắc. Các tiêu chuẩn chính thức bao gồm cả tiếng Tráng nói và viết. Đó là tiêu chuẩn quốc gia của tiếng Tráng, mặc dù ở Vân Nam, một tiêu chuẩn địa phương được sử dụng.